# Antebraço
Em anatomia, chama-se antebraço à parte da extremidade superior ou membro superior do ser humano situada entre o cotovelo e o carpo (ou punho).
O antebraço é formado pelos ossos cúbito (ou ulna) e rádio, ligados por uma membrana interóssea. Para além de se articular com o cotovelo, o antebraço tem dois movimentos próprios, a pronação e a supinação e, por essa razão, tem músculos específicos para esses movimentos, para além de albergar os músculos flexores e extensores dos dedos. O movimento em relação ao cotovelo é realizado pelo músculo braquiorradial.
Em secção transversal, o antebraço encontra-se dividido em dois compartimentos fasciais: o compartimento posterior contém os extensores das mãos, que são comandados pelo nervo radial; o compartimento anterior contém os flexores, comandados pelo nervo mediano.
As artérias radial e ulnar e as suas ramificações fornecem o sangue ao antebraço e normalmente encontram-se na face anterior do rádio e da ulna, ao longo de todo o membro.
As principais veias superficiais do antebraço são a veia cefálica, a antebraquial média a basílica. Estas veias são muitas vezes usadas para a canularização ou venipunctura, embora a fossa cubital seja o lugar preferido para a extração de sangue.

## Músculos do antebraço
O antebraço é formado por 20 músculos, que podem ser organizados em 3 grupos principais, consoante a sua localização:
- Grupo anterior - Inclui 8 músculos, agrupados em:
  - Camada superficial - Pronador redondo, Flexor ulnar do carpo, Palmar longo, Flexor radial do carpo e Flexor superficial dos dedos.
  - Camada profunda - Flexor profundo dos dedos, Flexor longo do polegar e Pronador quadrado.

- Grupo lateral - Inclui 4 músculos: Braquiorradial, Extensor Radial Longo do Carpo, Extensor Radial Curto do Carpo e Supinador.

- Grupo posterior - Inclui 8 músculos, agrupados em:
  - Camada superficial - Extensor dos dedos, Extensor do dedo mínimo, Extensor ulnar do carpo e Ancóneo.
  - Camada profunda - Abdutor longo do polegar, Extensor curto do polegar, Extensor longo do polegar e Extensor do indicador.

Essa classificação apresenta variações entre autores, por exemplo, o músculo Flexor Superficial dos Dedos, é apresentado em uma camada própria, chamada camada intermediária. Outra variante é a classificação dos músculos do grupo lateral no grupo de músculos posteriores do antebraço.